# 土法煉鋼

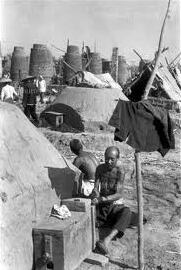
土法煉鋼中鄉下的土窯

全民大煉鋼是中華人民共和國1958年底一场失败的群众运动。在第二個五年計劃大跃进时期，中共中央政治局决定，鋼產量調整較1957年翻一倍，提出“以鋼為綱”的口號，號召全民煉鋼。在农村，也修建了土法的炼钢炉，在田间炼钢铁。企圖以萬馬奔騰手段，達成農工生產突破。很多人把家里的锅子、铁器、鐵門把手、窗旁的鐵框等金属都捐献出来煉钢铁，但由於技術不合規格，是用土高爐，柴火煉，溫度不能達到，只是煉出大量的廢鐵，浪費無數資源，並對環境造成極大污染。

## 历史背景
中國共產黨主席毛澤東決定要以「1天等於20年」的拼命速度，在15年達成「超英趕美」，實現社會主義的理想社會，又在1958年展開「大躍進」運動，試圖利用本土充裕勞動力和蓬勃的群眾熱情在工業和農業上「躍進」的社會主義建設運動，揪起全民炼钢铁运动。

## 进程
1958年8月17日，中共中央在北戴河召开中共中央政治局扩大会议通过《全党全民为生产1070万吨钢而奋斗》的决议，期望將鋼產量從530萬噸增加至1070萬噸。此后各部门、各地方将钢、铁生产和建设放在首位，以牺牲其他工业部门的发展为代价，为“钢元帅升帐”让路。与此同时，各级党委第一书记挂帅，大搞群众运动，大搞土高炉土法炼钢。1958年10月，人民日报发表社论《让土法炼钢遍地开花》，為這一時期的高潮。12月22日，人民日报報道《1070万吨——党的伟大号召胜利实现》，稱1958年成功達到生产1070万吨钢的目標。
1958年底，已有9000萬人参与钢铁生产，占当时全国所有劳动人口的五分之二。与此同时，全国各地建造了数百万座土高爐，但在其過程中，樹木、鐵器、勞力方面，造成了很大的影響，便有諺語「樹木砍光、鐵器交光、勞動力用光」，煉鋼需要鐵礦、焦炭、燃料等材料。

## 影响
由於鐵礦不足，於是全民不下田耕作，全都上山採礦，当年大量粮食没能收回，糧食產量大減。由於燃料不足，只好上山伐林，而土法煉鋼的主要目的為達成鋼鐵產量增加一倍的指標，但煉出來的大都是粗鋼廢鐵，远远达不到要求，生产出来的钢含很多杂质，煉出的有很大一部分是沒用的鐵疙瘩，造成人力、物力、财力的极大損失，但各地卻不斷虛報生產指標，成为三年後造成千萬人餓死的慘劇原因之一。原有企业的生产能力不断追加投资，致使基本建设规模迅速膨胀，战线越拉越长；商业银行全力支持工业大跃进，以致拆东墙补西墙，打乱了正常的资金流通。

## 土炉
用粘土和砖头自己在山下建造小高炉，用家里的铁质物品来作原料，用山上的木头烧成木炭，将铁里面的过高的碳脱掉，使之含碳量降低而成为钢。